# Microphonics I-V
Microphonics I-V in een studioalbum van Dirk Serries; het is tot 2010 de enige compact disc, die onder de naam Serries is uitgegeven. Dirk Serries is de man achter Vidna Obmana en Fear Falls Burning. Microphonics I-V werd volgespeeld met slechts één gitaar, een Gibson Les Paul, met wat truckelementen. In vergelijking met Vidna Obmana en FFB klinkt de muziek aanmerkelijk licht; de dreiging van albums die onder de genoemde pseudoniemen werden uitgebracht zijn hier afwezig. 
Het geheel is wel weer verpakt in een stemmige hoes, zoals de albums van FFB; de Belgische fotografe Martina Verhoeven zorgde voor de foto’s, terwijl Carl Glover het totaal ontwierp.  

## Musici
- Dirk Serries – Gibson Les Paul; Fender hot rod deluxe 112 tube amplifier

## Tracklist
Het album kwam in twee versies; een elpee (350 stuks) in 2008 en een compact disc uit 2010.

| Nr. | Titel            | Duur  |
| --- | ---------------- | ----- |
| 1.  | microphonics V   | 12:18 |
| 2.  | microphonics III | 11:27 |
| 3.  | microphonics II  | 9:07  |
| 4.  | micorphonics V   | 16:11 |

Microphonics VII is in 2010 verkrijgbaar op elpee; microphonics XII op 12”-single.